# Vladislav Mylnikov
Vladislav Valerjevitj Mylnikov (ryska: Владислав Валерьевич Мыльников), född 12 september 2000, är en rysk fäktare som tävlar i florett.

## Karriär
Vid olympiska sommarspelen 2020 i Tokyo, som arrangerades 2021, tog Mylnikov silver tillsammans med Anton Borodatjov, Kirill Borodatjov och Timur Safin i lagtävlingen i florett. Han blev även utslagen i åttondelsfinalen i florett av egyptiske Alaaeldin Abouelkassem. Vid EM 2025 i Genua tog Mylnikov brons tillsammans med Anton Borodatjov, Kirill Borodatjov och Aleksandr Kerik i lagtävlingen i florett efter att ha besegrat Belgien i bronsmatchen.